# حرازة
تقع بلدية حرازة غرب ولاية برج بوعريرج وتبعد عنها بحوالي 70كم، وبـ 240 كم عن شرق العاصمة الجزائر، تتربع هذه البلدية على مساحة 153.53 كم مربع، يحدها كل من بلدية المهير شرقا، بلدية بن داود جنوبا، بلدية أولاد سيدي إبراهيم وأحنيف شمال، بلدية أولاد راشد غربا تشتهر هذه البلدية إقليميا بوفرة هوائها النقي وتنوع غاباتها الكثيفة، ووفرتها على الأراضي الخصبة للفلاحة خاصة زراعة الحبوب وغرس الاشجار المثمرة [ الزيتون والتين وأنواع أخرى المختلفة ]مما مهد لانتعاش الزراعة والفلاحة وكذا تربية المواشي والدواجن، قدر عدد سكانها سنة 2008 بحوالي 6000 نسمة معظمهم من القرى المجاورة لمركز البلدية [ فضالة ] على غرار القرية حرازة -بني وقاق -، وادي لخميس، وادي اغيلاس، أولاد سيدي أعمر ـ تيزي أحسن ـ بوزيد ـ الابيار. تعتبر بلدية حرازة من أفقر بلديات الولاية وتحوز على أعلى نسبة من الامية، وتشتمل المنطقة على العديد من المساجد العتيقة كمسجد سيدي منصور بقرية بني وقاق الذي أنشأ في حوالي القرن الخامس من الميلاد [ هل كان كنيسة ثم حول إلى مسجد أم ماذا؟ لأن بداية الإسلام كانت بعد 610 م] وكذا قرية أولاد سيدي اعمر عمر بن على الوانوغي نفعنا الله ببركاته [لا تطلب البركة منه فهو أصبح رميما فادعوا له بالمغفرة والرحمة] مدفون قرب قرية أولاد سيدي عمر (في شيبون قرب آصيف لخميس بلدية اولاد راشد ولاية البويرة) على بعد 70كم من برج بوعرريج غربا وعن البويرة ب 45كم شرقا واحفاده من عائلات : بن أعمر الورعادي مقلاتي بوداود لميسيات سنوسي حمادي عارفي ميزراني وحجوج. وسيدي اعمر بن علي الوانوغي عالم جليل وهو المؤلف المعلوم في الكتب والتراجم المتداولة أعني الونوغي، وأولاده فيهم البركة نفعنا الله بهم[ البركة في الإيمان والتوحيد وليس في الشرك ودعاء القبور]، ومنهم شرفاء القصبة، دار علم وكرم وشجاعة، وقد زرت الجميع والحمد الله (شرفاء القصبة يعني بهم أشراف قصبة بني يلمان) اهـ.الشيخ ورتيلاني. #
. وتتوفر على 12مؤسسة تربوية منها 02 في الاكمالية وبها عدد الإجمالي للمتمدرسين بحوالي 1700 تملميذ والمركز الصحي الذي أنشأ خلال سنة 2008
كما لايفوتنا ان نشكر السلطات المحلية